# Grünenbach
Grünenbach es un municipio situado en el distrito de Lindau, en el estado federado de Baviera (Alemania), con una población a finales de 2016 de unos 1465 habitantes.
Se encuentra ubicado al suroeste del estado, en la región de Suabia, cerca de la orilla del lago de Constanza, y de la frontera con Austria y el estado de Baden-Wurtemberg.